# AKEP Award
Der AKEP Award ist der Innovationspreis für Elektronisches Publizieren des Arbeitskreises Elektronisches Publizieren (AKEP) des Börsenvereins des Deutschen Buchhandels. Er wird seit 2005 jährlich verliehen.
Mit dem AKEP Award zeichnet der Börsenverein des Deutschen Buchhandels in Zusammenarbeit mit der Frankfurter Buchmesse die „beste verlegerische Leistung im Bereich des Elektronischen Publizierens“ aus, um die Innovationskraft in Verlagen aufzuzeigen und Impulse für Innovationen im Bereich des Elektronischen Publizierens zu geben. Die Preisverleihung findet beim Fachkongress E-Publish in Berlin statt.

## Alle Preisträger von 2005 bis 2012
| Jahr               | Preisträger                | Projekt                          |
| 2012               | Schott Music               | „Schott Pluscore Sing-Along“     |
| 2011               | Droemer Knaur              | „neobooks“                       |
| 2010 Kategorie B2B | NWB Verlag                 | „NWB Mobile“                     |
| 2010 Kategorie B2C | Rossipaul Kommunikation    | „Book2Look“                      |
| 2009 Kategorie B2B | Comicstars                 | „comicstars.de“                  |
| 2009 Kategorie B2C | PaperC                     | „PaperC“                         |
| 2008               | cbj                        | „teufelskicker.de“               |
| 2007               | Elsevier                   | „StudentConsult“                 |
| 2006               | Bibliographisches Institut | „Brockhaus Enzyklopädie digital“ |
| 2005               | Diderot Media              | „soforthoeren.de“                |